# Список умерших в 1425 году

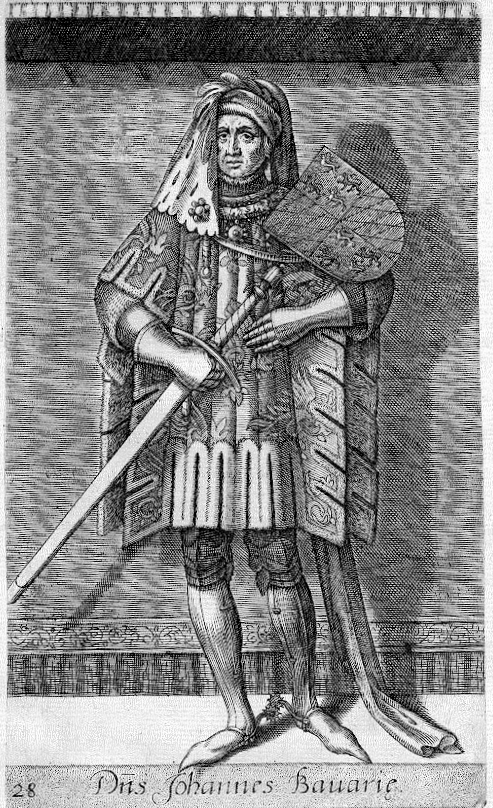
Иоганн III Безжалостный

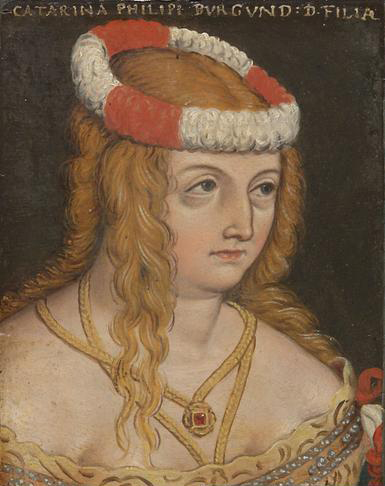
Екатерина Бургундская

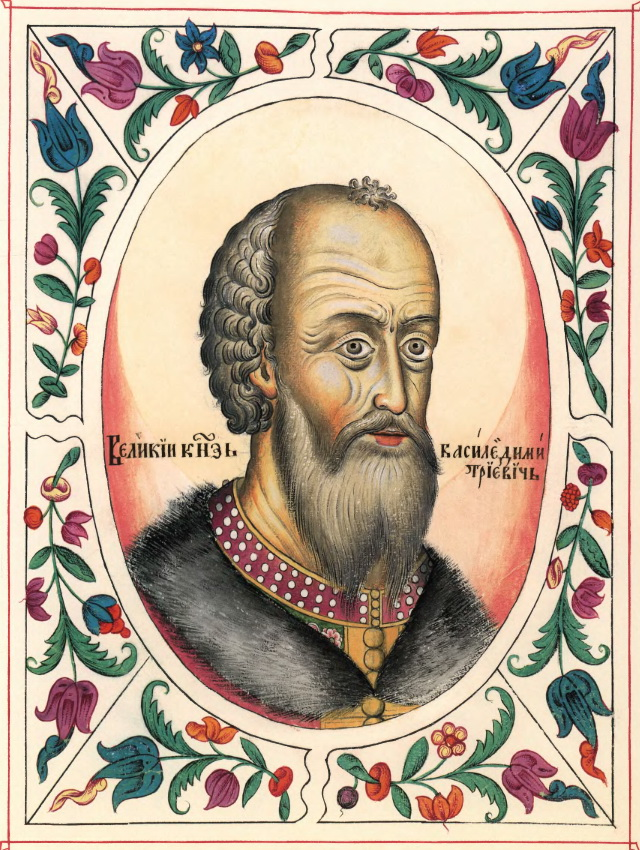
Василий I Дмитриевич

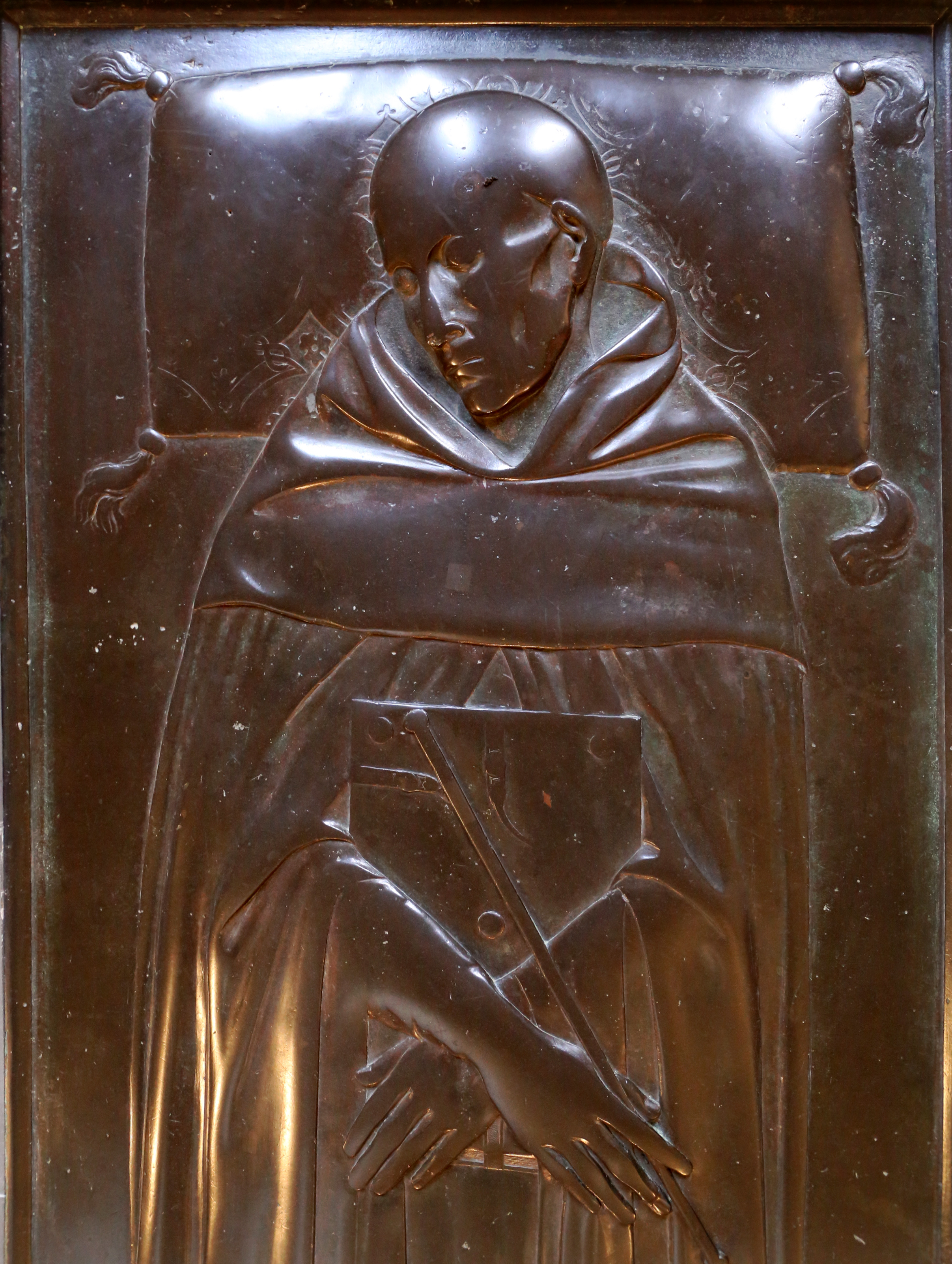
Леонардо Дати

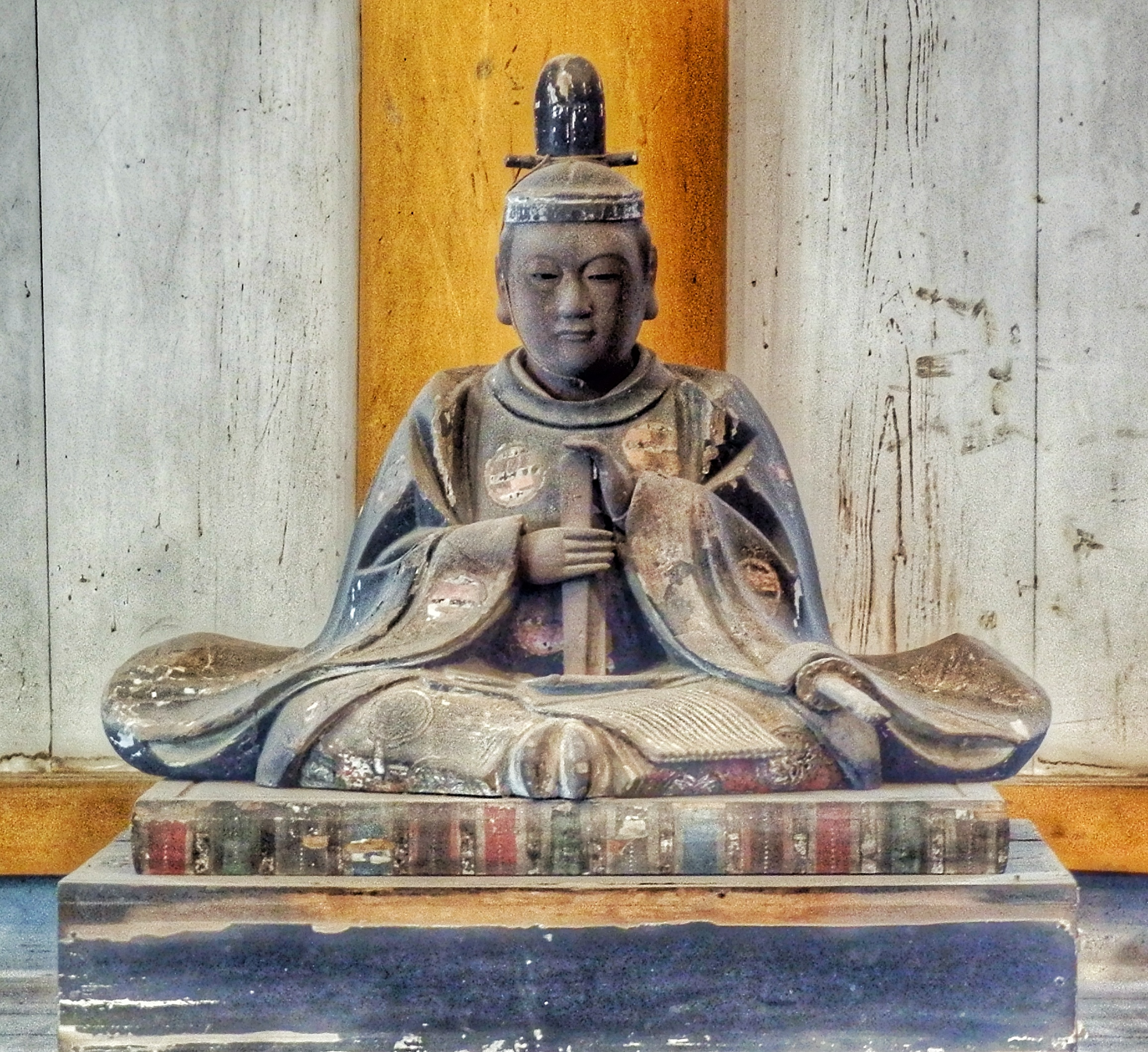
Асикага Ёсикадзу

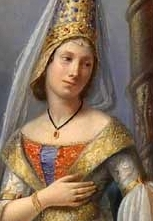
Одетта де Шандивер

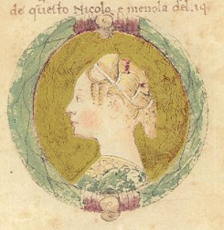
Паризина Малатеста

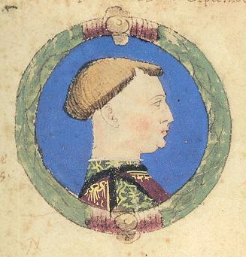
Уго д’Эсте

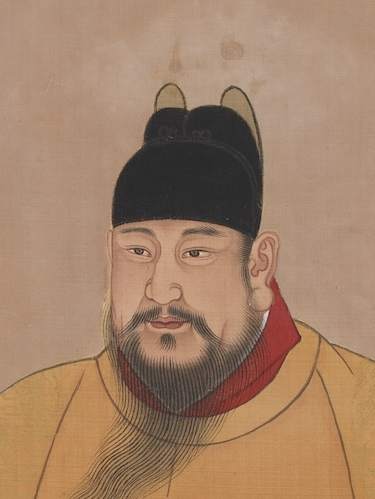
Хунси

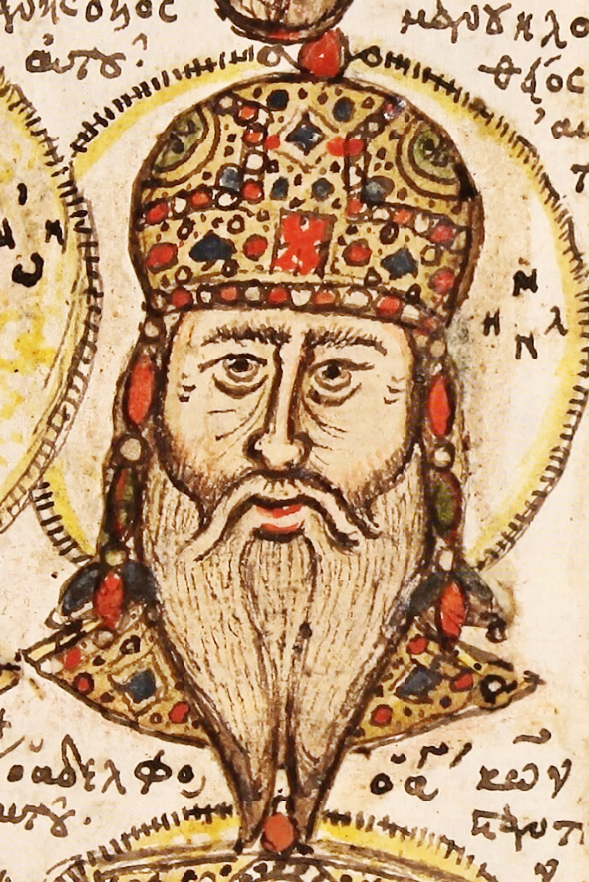
Мануил II Палеолог

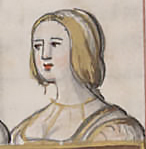
Элеонора Кастильская

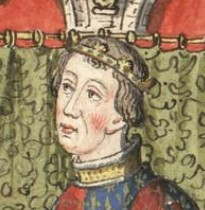
Карл III Благородный

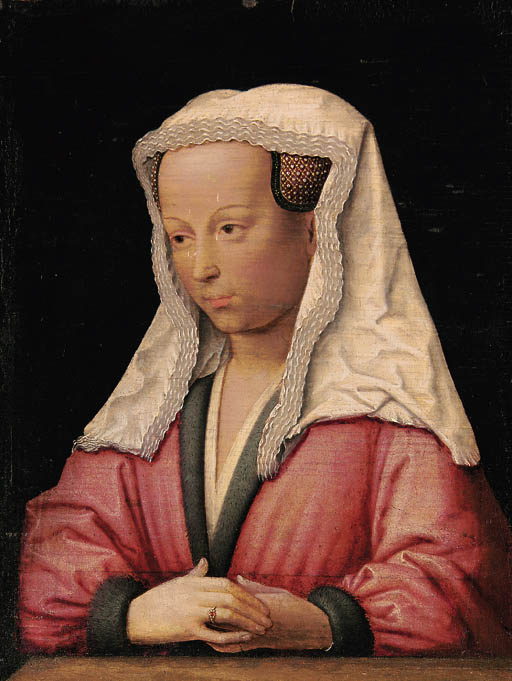
Бонна д’Артуа

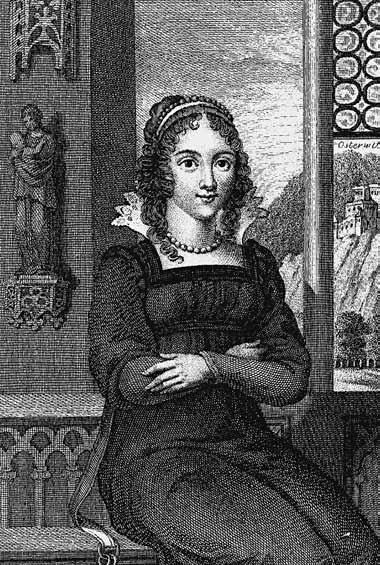
Вероника из Десинича

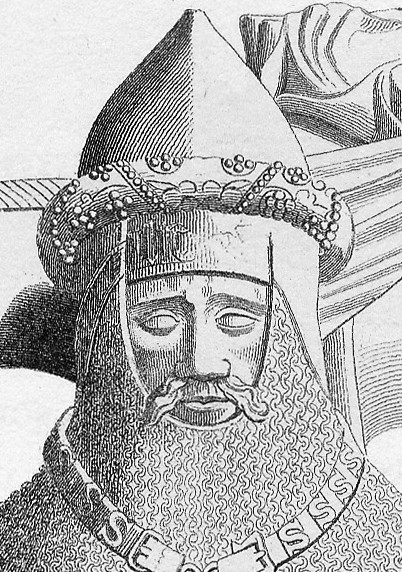
Ральф Невилл

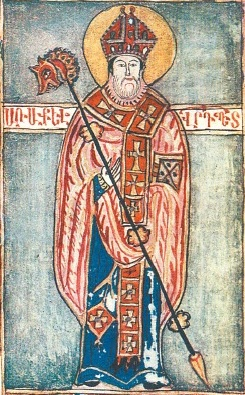
Аракел Сюнеци

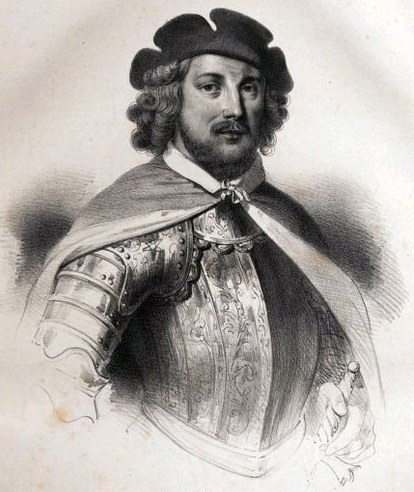
Жан IV де Бетанкур

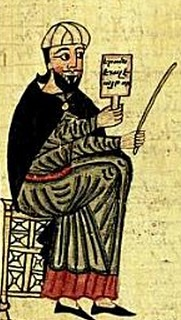
Григор Хлатеци

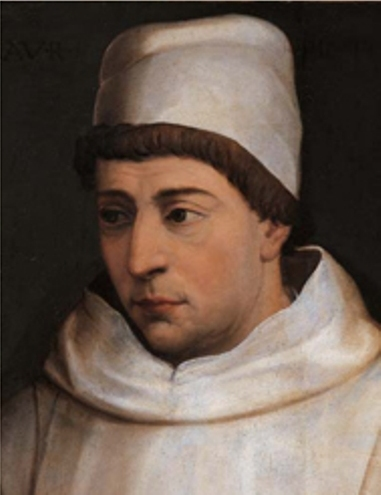
Лоренцо Монако

В этой статье представлен список известных людей, умерших в 1425 году.
См. также: Категория:Умершие в 1425 году

## Январь
- 6 января — Иоганн III Безжалостный — князь-епископ Льежский (1389—1418), последний герцог Баварско-Штраубингский, граф Голландии, граф Зеландии, Граф Геннегау (1418—1425).
- 11 января — Генри Фицхью — английский аристократ, 3-й барон Фицхью (с 1386). Участник Столетней войны, кавалер ордена Подвязки.
- 18 января — Эдмунд Мортимер (33) — 5-й граф Марч, 7-й граф Ольстер, 7-й барон Мортимер из Вигмора, 6-й барон Женевиль и 15-й барон Клер (с 1398), лорд-лейтенант (наместник) Ирландии (с 1423), потенциальный претендент на английский трон, старший сын Роджера Мортимера, 4-го графа Марча, и Алиеноры Холланд, последний представитель дома Мортимеров.
- 25 января — Екатерина Бургундская — дочь герцога Бургундии Филиппа II Смелого, герцогиня-консорт Передней Австрии (1393—1411), жена герцога Леопольда IV.

## Февраль
- 1 февраля — Оддо Фортебраччо (14) — итальянский кондотьер на службе у Флорентийской республики, Папского государства и Арагонского королевства; погиб в бою.
- 27 февраля — Василий I Дмитриевич (53) — великий князь московский и владимирский (с 1389).

## Март
- 16 марта — Леонардо Дати — монах-доминиканец, писатель, гуманист; генеральный магистр ордена проповедников (доминиканцев) (1414—1425).
- 17 марта — Асикага Ёсикадзу (17) — 5-й сёгун сёгуната Муромати (1423—1425).
- 24 марта — Одетта де Шандивер («маленькая королева») (34) — фаворитка короля Франции Карла VI Безумного.
- 30 марта — Вильгельм II Богатый (53) — маркграф Мейсена  (1407—1425).

## Май
- 21 мая:
  - Паризина Малатеста — дочь Андреа Малатеста, владетеля Чезены, маркиза-консорт Феррары (1414—1425); казнена (обезглавлена) за супружескую измену, героиня произведений искусства;
  - Уго д’Эсте — внебрачный сын маркиза Феррары Никколо III д’Эсте; казнён (обезглавлен) за связь с женой отца Паризиной Малатеста.
- 22 мая — Иван Михайлович Тверской — великий князь тверской (1399—1425); умер от моровой язвы.
- 24 мая — Мердок Стюарт — шотландский аристократ, герцог Олбани, граф Файфа и Ментейта (с 1420), хранитель Шотландии (1420—1424); казнён королём Яковом I вместе с детьми.
- 29 мая — Хунси (Чжу Гаочи) (46) — 4-й император Китая из династии Мин (1424—1425).

## Июнь
- 8 июня — Уильям Молейнс (47) — английский рыцарь, богатый землевладелец, член парламента (1414).

## Июль
- 21 июля — Мануил II Палеолог (75) — деспот Фессалоник (1369—1391),  византийский император (1391—1425),  вассал турецкого султана (1391—1402).

## Август
- 22 августа — Элеонора Кастильская (1) — принцесса Астурийская и наследница трона Кастилии на протяжении нескольких месяцев — с сентября 1424 года по январь 1425 года.

## Сентябрь
- 2 сентября — Чжу Су (63) — китайский принц из династии Мин, носивший титулы принц У (1370—1378) и прину Чжоу (1378—1425).
- 8 сентября — Карл III Благородный (64) — король Наварры (1387—1425)
- 17 сентября — Бонна д’Артуа — дочь графа д’Э Филиппа д’Артуа, графиня-консорт Невера (1413—1415), жена графа Невера Филиппа II, регент Невера (1415—1424), герцогиня-консорт Бургундии (1424—1425), жена Филиппа III Доброго.
- 29 сентября — Феодосий — священнослужитель Русской православной церкви, наречённый архиепископ Новгородский (1421—1423); смещён новгородцами.

## Октябрь
- 8 октября — Ахмад-мирза — царевич из рода Тимуридов, сын Умар-шейха и внук Тамерлана, правитель Ферганы (1409—1416).
- 17 октября — Вероника из Десинича — вторая жена Фридриха II, будущего графа Цельского; убита по приказу графа Цельского Германа II
- 17 октября или 18 октября — Ян Гвезда из Вицемилице (Бздинка) — гуситский военачальник, сторонник Яна Желивского и Яна Жижки, гетман Табора и Праги; умер от ран.
- 18 октября — Дионисий — епископ Русской церкви, архиепископ Ростовский и Ярославский (с 1418), святой Русской церкви.
- 21 октября — Ральф Невилл — английский аристократ и государственный деятель, 4-й барон Невилл из Рэби (с 1388), первый граф Уэстморленд (первая креация) (с 1397), смотритель Западной Шотландской марки (с 1386), рыцарь ордена Подвязки (1402).
- 25 октября — Александр Иванович — великий князь Тверской (1425)

## Ноябрь
- 18 ноября — Мария де Шамайяр — французская аристократка, виконтесса де Бомон-о-Мэн, графиня-консорт Алансона (1371—1404), жена графа Пьера II.
- 24 ноября — Елизавета Ланкастерская (62), английская принцесса из династии Плантагенет; дочь герцога Ланкастера Джона Гонта.
- 26 ноября — Юрий Александрович — великий князь Тверской (1425).

## Дата неизвестна или требует уточнения
- Альфонсо Альварес де Вильясандино — испанский кастильский поэт.
- Аракел Сюнеци — армянский поэт, философ, музыкант, грамматик, педагог и церковный деятель.
- Ахмад — третий султан Брунея (1408—1425)
- Жан де Бетанкур — французский мореплаватель начала эпохи Великих географических открытий, завоеватель, покоривший Канарские острова (1402—1405), самопровозглашённый король Канарских островов.
- Григор Хлатеци — армянский мыслитель, поэт, историк, музыкант, педагог и церковный деятель
- Джунейд-бей Измироглу — последний правитель эмирата (княжества, бейлика) Айдыногуллары (Айдын) (1405—1425); казнён со всей семьёй в османском плену.
- Збигнев из Бжезья — польский государственный и военный деятель, маршалок великий коронный (1399—1425), староста краковский (1409—1410)
- Лоренцо Монако — флорентийский художник.
- Мадхава из Сангамаграмы — средневековый индийский астроном и математик.
- Ойрадай-хан — великий хан Монгольской империи из династии Северная Юань (1415—1425).
- Шер Мухаммад — хан Могулистана (1421—1425)